# خسروشیر
خسروشیر، روستایی است از توابع بخش هلالی و در شهرستان جغتای استان خراسان رضوی ایران. در دشت جوین واقع شده و شغل اصلی اهالی روستا کشاورزی ؛گندم وجو وچغندر وهندوانه و ذرت و خربزه و...می باشد .وبهترین فصل ان مرداد ماه می باشد چون میوه هایش رسیده است .

## آثار تاریخی

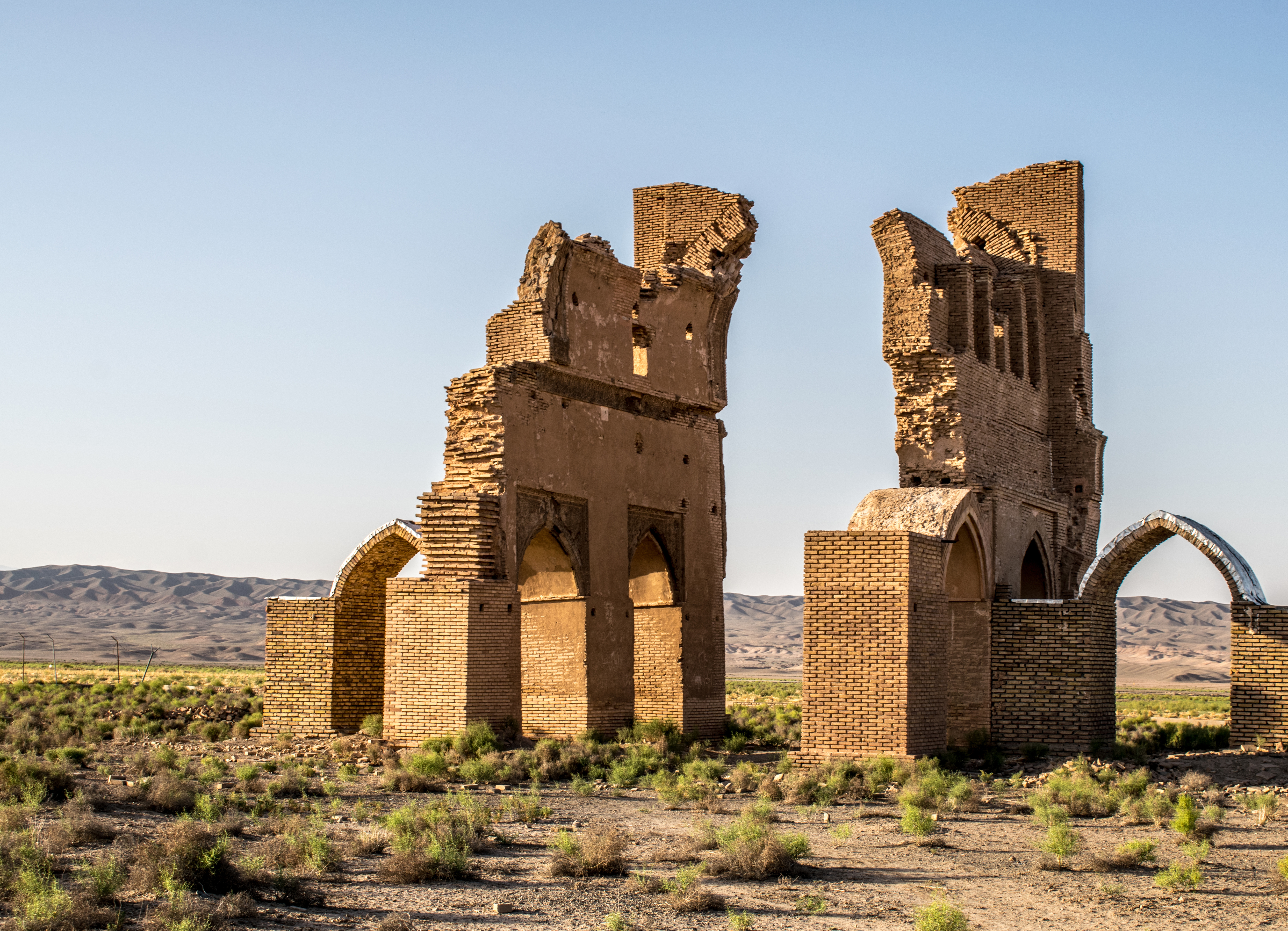
مسجد خسروشیر

- مسجد خسروشیر

## جمعیت
این روستا در دهستان میان‌جوین قرار داشته و بر اساس سرشماری سال ۱۳۸۵ جمعیت آن ۳۸۴ نفر (۱۰۰ خانوار)
بوده‌است.